# Селище (Псковский район)
Селище — деревня в Логозовской волости Псковского района Псковской области России.
Расположена на левом берегу реки Каменка, в 9 км к западу от центра города Пскова и в 2 км к северу от Неёлово.
| 2001 | 2002 | 2010 | 2012 |
| ---- | ---- | ---- | ---- |
| 21   | ↘16  | ↘10  | ↗30  |